# (74764) Rudolfpešek
(74764) Rudolfpešek, désignation internationale (74764) Rudolfpesek, est un astéroïde de la ceinture principale.

## Description
(74764) Rudolfpesek est un astéroïde de la ceinture principale. Il fut découvert le 15 septembre 1999 à l'Observatoire d'Ondřejov par Peter Kušnirák et Petr Pravec. Il présente une orbite caractérisée par un demi-grand axe de 2,35 UA, une excentricité de 0,24 et une inclinaison de 6,6° par rapport à l'écliptique.

## Compléments